# Tiberio Muti
Tiberio Muti (Roma, 1574 – Viterbo, 14 aprile 1636) è stato un cardinale e vescovo cattolico italiano.

## Biografia
Nacque a Roma nel 1574 in seno alla nobile famiglia patrizia dei Muti. Era terzo dei nove figli di Carlo Muti, duca di Vallemuzia ed ambasciatore del duca di Savoia presso Sisto V, e di sua moglie Faustina Muti. Era imparentato con papa Paolo V.
Iniziò la sua carriera ecclesiastica nel 1609 quando divenne canonico della basilica di San Pietro e coppiere del papa, incarico che ricoprì sino al 1611.
Eletto vescovo di Viterbo il 19 dicembre 1611, venne consacrato il 15 gennaio 1612 nella Cappella Sistina dal cardinale Scipione Caffarelli-Borghese, assistito da Fabio Biondo di Montealto, patriarca titolare di Gerusalemme, e da Antonio Ricci, vescovo di Arezzo.
Papa Paolo V lo elevò al rango di cardinale nel concistoro del 2 dicembre 1615; il 5 dicembre successivo ricevette la berretta rossa e l'11 gennaio 1616 il titolo di cardinale presbitero di Santa Prisca. Prese parte al conclave del 1621 che elesse papa Gregorio XV ed a quello del 1623 che elesse papa Urbano VIII. Dall'8 gennaio 1629 al 7 gennaio 1630 fu camerlengo del Sacro Collegio dei cardinali.
Morì alle 23:00 del 14 aprile 1636, a Viterbo, all'età di 62 anni. Venne sepolto nella cattedrale di Viterbo.

## Genealogia episcopale e successione apostolica
La genealogia episcopale è:
- Cardinale Guillaume d'Estouteville, O.S.B.Clun.
- Papa Sisto IV
- Papa Giulio II
- Cardinale Raffaele Sansone Riario
- Papa Leone X
- Papa Paolo III
- Cardinale Francesco Pisani
- Cardinale Alfonso Gesualdo di Conza
- Papa Clemente VIII
- Papa Paolo V
- Cardinale Scipione Caffarelli-Borghese
- Cardinale Tiberio Muti

La successione apostolica è:
- Vescovo Dionisio Martini, O.F.M. (1616)
- Vescovo Alessandro Leparulo (1624)
- Vescovo Giovanni Maria Belletti (1625)
- Vescovo Teodoro Pelleoni, O.F.M.Conv. (1627)
- Cardinale Antonio Santacroce (1627)
- Vescovo Nicola Bellolatto (1627)
- Arcivescovo Gavino Magliano (1627)